# 원계서원 (경산시)
원계서원 (경산시)(遠溪書院)은 대한민국 경상북도 경산시에 위치한 조선 시대의 서원이다. 1927년 창건되었으며, 송응현(宋應賢), 송걸(宋傑)을 제향하고 있다.